# Джеміля Бенабіб
Джеміля Бенабіб (фр. Djemila Benhabib; 1972) — франкоканадська політична і літературна діячка, противниця мусульманського фундаменталізму. Як активний член Квебецької партії, Джеміля Бенабіб підтримує незалежність Квебеку від Канади. Під час парламентських виборів у провінції Квебек 2012 року, вона була однією з головних соратниць Полін Маруа. Проживає в місті Гатіно, Квебек. 16 червня 2019 року, в день прийняття закону про заборону релігійної символіки у Квебеку, Бенабіб оголосила про свій переїзд до Бельгії, щоб приєднатися до Центру руху за секуляризацію, де вона буде працювати над об'єднанням світських мусульман Європи та світу.

## Життєпис
Джеміля народилася 1972 року на території УРСР. Її батько — алжирець, мати — греко-кіпріотка.

## Літературна діяльність
2009 року Джеміля стала фіналісткою Літературної премії генерал-губернатора Канади за її книгу «Моє життя проти Корану: сповідь жінки про ісламістів» (фр. Ma vie à contre-Coran: une femme témoigne sur les islamistes). Ma vie à contre-Coran: une femme témoigne sur les islamistes. Пізніше вийшла її друга книга «Солдати Аллаха атакують Захід» (фр. Les soldats d'Allah à l'assaut de l'Occident). Третя і четверта книги письменниці Des femmes au printemps (2012) і L'automne des femmes arabes (2013) розповідають про арабські революції в Тунісі та Єгипті з точки зору жінок. П'ята книга Бенабіб Après Charlie, Laïques de tous les pays, mobilisez-vous! вийшла 2016 року.

## Вибори 2012 року
Під час парламентських виборів 2012 року в Квебеку Джеміля, як кандидат від Квебекської партії, балотувалася на виборчій дільниці в окрузі Труа-Рів'єр, але вона не змогла змістити чинного главу місцевого уряду, члена Ліберальної партії, Даніеля Сен-Амана, хоча і впритул підійшла до його результату. Проте, в масштабі всієї провінції Квебек, перемогу здобула Квебекська партія.
2014 вона знову була кандидатом, цього разу у Мілл-Ільсі, але зазнала поразки від кандидата від лібералів Франсіна Шарбонно.